# Hochfilzen
Hochfilzen es un municipio en el distrito de Kitzbühel en Tirol, Austria, de 1.131 habitantes. Es una de las cinco comunidades en el valle del Pillersee fronterizo con el estado federado de Salzburgo.
La primera mención en documentos de Hochfilzen se remonta al año 1377. En 1782 se creó la primera escuela permanente, pero esta no pasó a un edificio propio hasta 1813. Hasta su incorporación a la red ferroviaria en el año 1875 era una comunidad de granjas dispersas. En 1878 el ejército austríaco (hoy llamado Bundesheer) creó un campo de entrenamiento en el área, que sigue en uso hasta la fecha.
La industria principal es el procesamiento de carbonato de magnesio. Debido a la abundancia de nieve en el invierno y la belleza del paisaje circundante ha tenido gran desarrollo turístico, en particular para la práctica del esquí nórdico. El municipio es conocido por ser una parada regular en la Copa del Mundo de biatlón y fue sede del Campeonato Mundial de Biatlón de 2005.
Desde el año 2004 el alcalde del municipio es el Dr. Sebastian Eder.